# Жданское
Жданское — деревня в Осташковском городском округе Тверской области.

## География
Находится в западной части Тверской области на расстоянии приблизительно 15 км на запад по прямой от города Осташков на северо-западном берегу озера Сабро.

## История
Деревня была показана ещё на карте 1825 года. В 1859 году здесь (деревня Осташковского уезда) было учтено 10 дворов, в 1939 — 26 в Большом Жданском и 8 в Малом Жданском. До 2017 года входила в Ботовское сельское поселение Осташковского района до их упразднения.

## Население
Численность населения: 74 человека (1859 год), 11 (русские 82 %) 2002 году, 5 в 2010.